# Луїс Гарсіа Меса Техада
Луїс Гарсіа Меса Техада (ісп. Luis García Meza Tejada, 8 серпня 1929 — 28 квітня 2018) — болівійський політичний та військовий діяч. Генерал, президент країни у 1980–1981 роках. Прийшов до влади в результаті військового перевороту після перемоги лівих сил на загальних виборах. Його правління супроводжувалось кривавими спалахами громадянської війни. Був усунутий в результаті конфлікту у збройних силах, емігрував. Був виданий Бразилією болівійській владі та, після повернення до країни, ув'язнений на 30 років.

## Біографія
Луїс Гарсіа Меса народився 8 серпня 1929 року в Ла-Пасі в родині офіцера болівійської армії Луїса Гарсіа Меси Креспо та його дружини Алісії Техади. Закінчив військовий коледж в Ла-Пасі, потім школу «Америкас» у США. З 1951 року служив у сухопутних військах. Викладав у Школі командного складу Генерального штабу. 1976 року Гарсіа Меса був призначений начальником Командно-штабного училища в Кочабамбі. 1978 року став командиром VI армійської дивізії в Тринідаді. В січні 1979 року отримав посаду начальника Вищого військового училища імені Гвальберто Вільярроеля в Ла-Пасі. Активний учасник перевороту 1 листопада 1979 року. Тоді ж був призначений командувачем сухопутними військами Болівії. У грудні був усунутий з цієї посади, але за короткий час, у травні 1980 року знову очолив командування сухопутних військ. Разом із начальником Другого відділу Генерального штабу армії (розвідка) полковником Луїсом Арсе Гомесом, Гарсіа Меса займався розробкою плану нового військового перевороту.

### Переворот 1980 року
За півмісяця після перемоги на загальних виборах 1980 року лівого Фронту демократичної та народної єдності, командування збройними силами Болівії здійснило військовий переворот з метою не допустити до влади Ернана Сілеса Суасо. 16 липня виступила дивізія в Тринідаді, до неї негайно приєдналась розташована там база військово-морських сил, а потім і гарнізон Санта-Круса. 17 липня о 9.00 в Ла-Пасі з казарм «Мірафлорес» виступили 6 танків і 10 вантажівок. Цими силами було зайнято президентський палац «Кемадо» на майдані Мурільйо та заарештовано уряд, який зібрався там на засідання. Одночасно бойовики Болівійської соціалістичної фаланги почали штурм будівлі Болівійського робітничого центру, а потім їм на допомогу прийшла армія. Здався і був розстріляний на місці лідер Соціалістичної партії Марсело Кірога Санта-Крус, а обраний віце-президент, секретар ЦК Комуністичної партії Болівії Симон Реєс був направлений до концтабору «Мірафлорес». Штурмом було взято Національний університет, почались облави на мітингувальників. 18 липня 1980 року президент країни Лідія Гейлер Техада на радіо зачитала заяву про відставку й передачу влади військовикам. Декретом хунти генерал Гарсіа Меса був призначений президентом та під аплодисменти офіцерів склав присягу як глава «Уряду національної реконструкції». Результати загальних виборів 29 червня 1980 року були анульовані. Під час кривавих боїв у шахтарських районах до осені 1980 року уряду Гарсії Меси вдалось придушити активний спротив, однак ані політичні партії, ані населення не мали наміру підтримувати військовий режим. Протистояння всередині країни невдовзі призвело до розколу в самих збройних силах. 28 червня 1981 року частина гарнізонів, в тому числі і в Санта-Крусі, здійснили спробу перевороту й зажадали відставки Гарсіа Меси. Після провалу цієї спроби президент призначив міністра внутрішніх справ генерала Сельсо Торреліо новим головнокомандувачем сухопутними військами, визначивши таким чином свого наступника.

### Усунення
3 серпня 1981 року керівник перевороту 1979 року генерал Альберто Натуш і генерал Лусіо Анес підбурили антиурядове повстання в Санта-Крусі. Вони звинуватили Гарсіа Месу у порушенні громадянських прав, зв'язках з торгівцями наркотиками, в адміністративній неспроможності й зажадали його негайного уходу. 4 серпня генерал Луїс Гарсіа Меса передав владу військовій хунті на чолі з Сельсо Торреліо. Він здійснив приватну поїздку на Тайвань, а після повернення в Ла-Пас спробував створити свою політичну партію, яка спиралась би на болівійське селянство. Однак цей політичний проект не мав успіху, а падіння військового режиму й прихід до влади Ернана Сілеса Суасо підняли питання щодо відповідальності Гарсіа Меси за військові злочини 1980–1981 років.

### Правосуддя
1982 року Луїс Гарсіа Меса подав у відставку з армії та емігрував до Аргентини, де попрохав політичного притулку. 14 червня 1983 року уряд Сілеса Суасо віддав наказ про арешт Гарсіа Меси і 29 його прибічників, проте 1985 року влада змінилась та невдовзі колишній президент повернувся на батьківщину. Однак у квітні 1986 року Національний конгрес ухвалив рішення передати справу колишнього диктатора на розгляд Верховного суду в місті Сукре. Його було звинувачено в геноциді, порушенні прав людини, корупції та розкраданнях. Коли 1988 року Гарсіа Месу також звинуватили у крадіжці щоденників Че Гевари, він втік із Сукре та був оголошений таким, що переховується від правосуддя. Після семи тривалих років судового процесу Верховний суд Болівії виніс 21 квітня 1993 року вердикт — 30 років ув'язнення.
У березні 1994 року Луїс Гарсіа Меса був заарештований у Бразилії, де проживав за фальшивими документами, але 15 березня 1995 року був екстрадійований до Болівії. Колишній президент був ув'язнений у тюрмі Чончокоро в Ла-Пасі.
Екс-президент Болівії Луїс Гарсіа Меса, при якому в країні в період з 1980 по 1981 роки була військова диктатура, помер у віці 88 років в стінах госпіталю Ла-Паса. Уточнюється, що він поступив до медичного закладу 28 квітня 2018 року. Як повідомили лікарі, колишній президент переніс вже четвертий серцевий напад, після якого вони не змогли повернути його до життя.